# Hackenhausen
Hackenhausen ist ein Wohnplatz der Gemeinde Planebruch im Landkreis Potsdam-Mittelmark in Brandenburg.

## Geografische Lage
Der Wohnplatz liegt im äußersten Südosten der Gemarkung und grenzt im Süden an die Stadt Brück. Die Wohnbebauung konzentriert sich auf wenige Gebäude, die südwestlich der Landstraße 71 liegen. Diese verbindet Brück mit dem nordwestlich gelegenen Planebrucher Ortsteil Freienthal. Die südwestlich gelegenen Flächen werden landschaftlich genutzt; die übrigen Flächen sind bewaldet. Nördlich der Wohnbebauung betreibt der Abwasserzweckverband Planetal eine Kläranlage.

## Geschichte
Das Etablissement wurde erstmals als Eulenhaus im Jahr 1681 urkundlich erwähnt und 1699 als Gut bezeichnet. Es entstand teilweise auf der wüsten Feldmark Möllendorf. In Hackenhausen, vor diesen das Uhlenhaus genannt lebten im Jahr 1727 ein Schütze und einige Tagelöhner. Bis 1745 war eine Meierei mit einem Teerofen entstanden, die 1752/1753 als Rittergut oder Meierei bezeichnet wurde. In dem Vorwerk lebten im Jahr 1772 insgesamt 36 Personen. Der Gutsbesitzer von Groß Kreutz, Herr von Ha(c)ke, bat im Jahr 1781 die kurmärkische Kammer um die Erlaubnis, Wild zu jagen, das von Sachsen aus auf seine Äcker bei Hackenhausen wechselte. Letzter Hake auf Groß Kreutz und damit auf Hackenhausen war Karl Botho Gottfried von Hake (* 21. April 1733 in Küstrin; † 23. Juni 1801 in Groß Kreutz).
Etwa im letzten Drittel des 18. Jahrhunderts gelang Hackenhausen mit Groß Kreutz als Begüterung an die Familie von Arnstedt, vertreten durch den Sohn des Adam Friedrich von Arnstedt, Adam von Arnstedt-Demker (1754–1806), verheiratet 1790 mit Wilhelmine von Hacke-Groß Kreutz (1771–1828), Nachfolgend erbt der zweite Sohn Albert von Arnstedt (1794–1875). Er war seit 1824 mit Franziska von der Marwitz-Friedersdorf (1804–1884) liiert. Und da die erbberechtigten Brüder des Arnstedt, Leutnant August von Arnstedt (1791–1813) und Adolf von Arnstedt (1798–1812) früh verstarben, fiel Hackenhausen über die Mutter von Arnstedt, geborene von der Marwitz, direkt an die Familie von der Marwitz, Familienlinie Friedersdorf.
Bis 1801 war die Anzahl auf 64 Personen angewachsen. Hackenhausen war ein Vorwerk an der sächsischen Grenze mit elf Einliegern, einem Förster und 4 3⁄4 Lehnhufen, auf denen elf Feuerstellen (=Haushalte) betrieben wurden. Nach dem Wiener Kongress war die Region Gegenstand von Grenzverhandlungen. Die Bewohner waren nach Groß Kreutz eingekircht, kamen aber 1817 nach Neuendorf. Im genannten Jahr war die Anzahl auf 50 Personen zurückgegangen, stieg im Jahr 1837 aber wieder auf 87 Personen an. Diese lebten in sechs Wohnhäusern. Zur Gemarkung gehörten auch Flächen, die als Kronenwiesen bezeichnet wurden und Anfang des 19. Jahrhunderts mehrfach verpachtet wurden. Eine Statistik aus dem Jahr 1858 führt für das Gut vier Wohn- und sieben Wirtschaftsgebäude sowie 50 Personen auf. Diese bewirtschafteten insgesamt 6535 Morgen (Mg) Fläche, die sich auf 15 Mg Gehöfte, 2 Mg Gartenland, 271 Mg Acker, 191 mg Wiese und 6056 Mg Wald verteilten. Im Jahr 1871 lebten nur noch 46 Personen im Ort, bis 1885 war die Anzahl auf 21, im Jahr 1896 auf nur noch 13 Personen zurückgegangen. Dennoch erschien erstmals ein Wohnplatz Möllendorf.
Mit Albert von der Marwitz-Friedersdorf, Sohn des Bernhard von der Marwitz, stabilisierten sich die Gutsverhältnisse. Nach dem General-Adressbuch der Rittergutsbesitzer der Provinz Brandenburg 1879 war Hackenhausen als Teil der Nebengüter von Groß Kreutz mit Busendorf, halb Canin und Möllendorf 1661 ha umfänglich, Groß Kreutz wiederum hatte eine Eigengröße von 754 ha, ebenfalls gesondert berechnet Vorwerk Desmathen mit 328 ha. Zum Zeitraum 1900 war Gut Hackenhausen 1724 ha groß. Dort standen sechs Häuser, in denen elf Personen lebten (1905). Neben dem Vorwerk gab es mittlerweile auch ein Forsthaus, das um 1909 um eine Darre erweitert wurde. Neben einer Kiefersamendarre entstanden ein neues Guts- und Försterwohnhaus. Im Jahr 1925 lebten wieder 26 Personen im Ort. Der Gutsbezirk Hackenhausen wurde drei Jahre später mit der Gemeinde Freienthal vereinigt und war dort ab 1957 ein Wohnplatz. Im Zweiten Weltkrieg wurde Holz aus Hackenhausen und Groß Kreutz über die Holzverwertungsstelle der Landesbauernschaft Kurmark verkauft.
1923 war Groß Kreutz mit Hackenhausen weiterhin im Eigentum der Familie von der Marwitz, blieb aber teils verpachtet. Der Forst Hackenhausen gehörte bis zur Bodenreform 1945/1946 zum Gutskomplex Groß Kreutz, dessen letzter Eigentümer war Bodo Gottfried von der Marwitz auf Friedersdorf, geboren in Groß Kreutz.
Im Jahr 1973 gab es in Hackenhausen eine Revierförsterei.